# ムィティシ駅
ムィティシ駅（ロシア語：Станция Мытищи）はロシア連邦モスクワ州ムィティシにある、ロシア鉄道の駅。ヤロスラヴリ近郊鉄道（シベリア鉄道本線）上の駅で、エレクトリーチカ（近郊列車）やРЭКСエクスプレスが停車する。ヤロスラヴリ近郊鉄道は当駅でプーシキノ、バラキレヴォ方面とモニノ、フリヤーズェヴォ方面に分岐する。
かつてはムィティシ-ピロゴヴォ線が当駅から分岐していた。

## 沿革

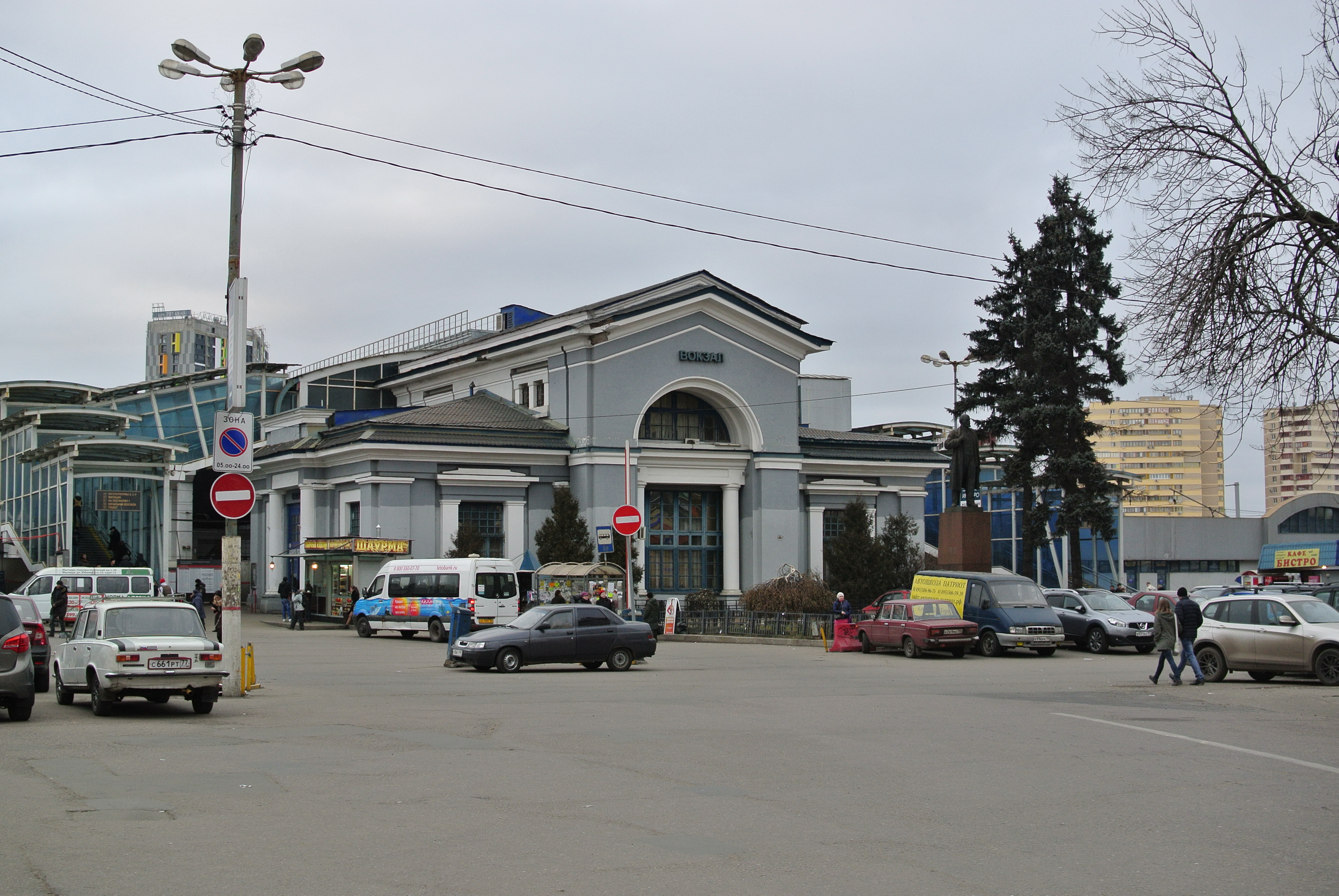
1896年に建造された2代目駅舎は今も残されている。

1862年に駅開業。開業当初は木造駅舎であり、当時の写真はムィティシ歴史芸術博物館に飾られている。1896年には建築家レフ・ケークシェフによって2代目駅舎が建造された。
1929年8月29日にはモスクワ-ムィティシ間が電化された。これはロシア鉄道としては初の事例である。
1997年6月にムィティシ-ピロゴヴォ線の旅客輸送を停止、2001年の夏までに線路が撤去された。
2004年に現在の橋上駅舎の併用が開始された。また、同年にロシア鉄道初の電化（モスクワ-ムィティシ間）75周年を記念して銘板が駅舎に掲げられた。

## 駅構造

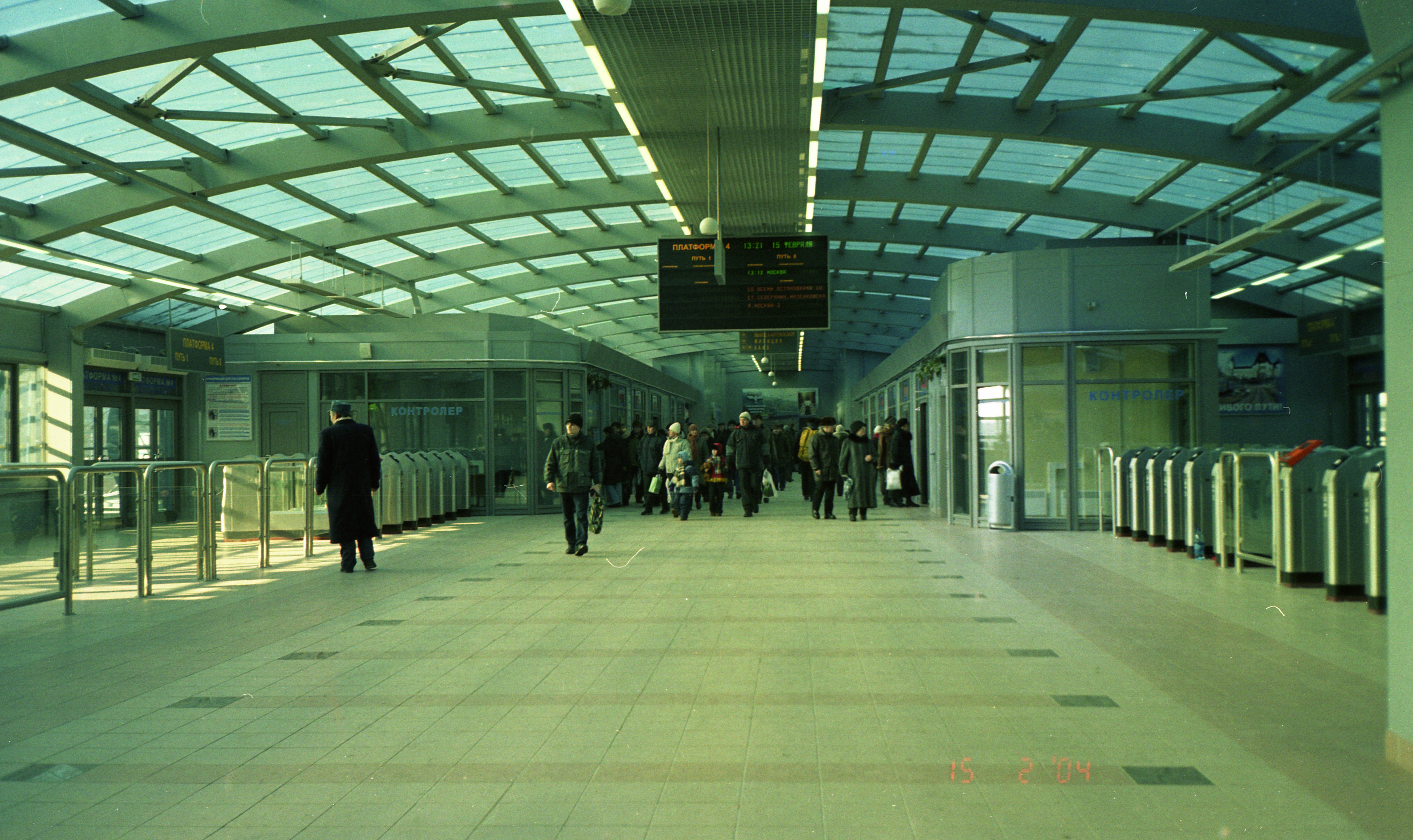
橋上駅舎構内・改札口（2004年2月15日）

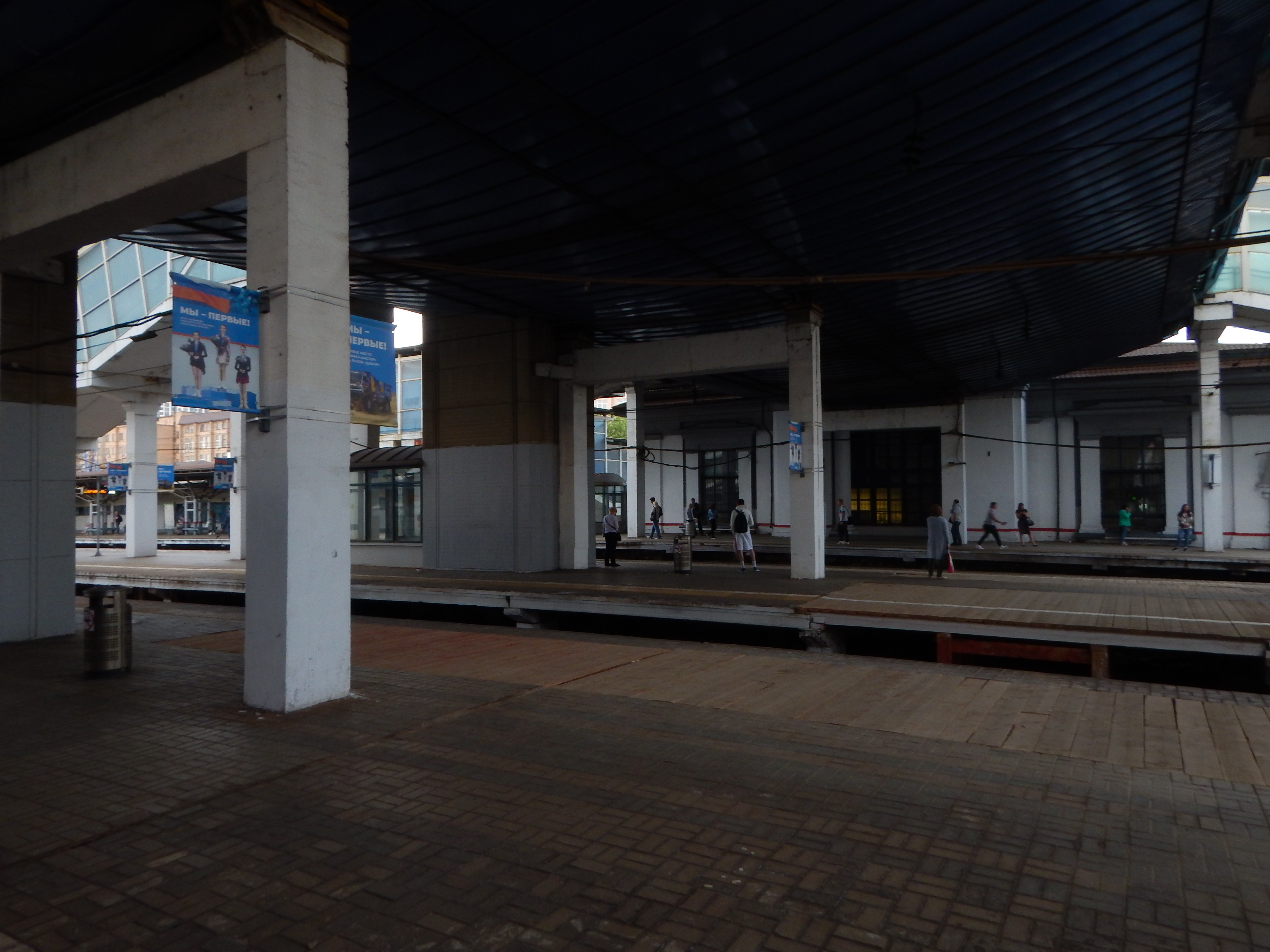
ホーム（2021年5月28日）

島式ホーム2面3線（4、5、3番線）を単式ホーム1面1線（2番線）と島式ホーム1面2線（1、8番線）で挟む、合計4面6線を有する地上駅で橋上駅舎を持つ。橋上駅舎から駅の東側・西側の両方に出ることができる。

### のりば
| プラットホーム | 番線 | ホーム形状 | 列車                     |
| -------------- | ---- | ---------- | ------------------------ |
| 1              | 2    | 単式       | モスクワから発車した電車 |
| 2              | 4    | 島式       | «スプートニク»           |
| 2, 3           | 5    | 島式       | «スプートニク»           |
| 3              | 3    | 島式       | «スプートニク»           |
| 4              | 1    | 島式       | モスクワ行き電車         |
| 4              | 8    | 島式       | モスクワ行き電車         |

## 駅周辺
駅西側
- クラースニ・キト（Красный кит） - ショッピングモール
  - ユニクロ
  - カルセル（ロシア語版）
- ツ・アルチモルル（ТЦ Артимолл） - ショッピングモール
- 第14中学校（Средняя общеобразовательная школа № 14）

駅東側
- ロシア貯蓄銀行（スベルバンク）
- KFC

## バス路線
駅西側
| 系統番号 | 途中経由する鉄道駅                                        | 行き先                                                               |
| -------- | --------------------------------------------------------- | -------------------------------------------------------------------- |
| 1        | ストロイツェ駅                                            | チェルユスインスキー小地区、第6小地区                                |
| 3        | ペルロフスカヤ駅                                          | ドゥルジュバ小地区（パルコヴァヤ第4通り）                            |
| 4        | -                                                         | НИИОХ（NIIOH）                                                       |
| 6        | ストロイツェ駅                                            | ウゴリナヤ通り                                                       |
| 7        | タイニンスカヤ駅                                          | タイニンスコエ                                                       |
| 8        | -                                                         | コルパコヴァ通り                                                     |
| 9        | ストロイツェ駅                                            | ブラゴヴェシェンスカヤ通り                                           |
| 10       | -                                                         | レオニードフカ小地区、スクロムカ通り                                 |
| 11       | -                                                         | 第6小地区                                                            |
| 12       | タイニンスカヤ駅、ペルロフスカヤ駅                        | モスクワ市臨床病院（МГКБ）、タイニンスコエ                           |
| 13       | -                                                         | レオニードフカ小地区、第6小地区                                      |
| 14       | -                                                         | インダストリアルナヤ通り、テレシュコヴォイ通り                       |
| 15       | -                                                         | チェロビトエヴォ                                                     |
| 16       | -                                                         | МИСИ（MISI）                                                         |
| 17       | -                                                         | НИИОХ（NIIOH）, ドゥルジュバ小地区（パルコヴァヤ第4通り）            |
| 18       | -                                                         | ブラゴヴェシェンスカヤ通り                                           |
| 19       | ストロイツェ駅                                            | ユビレイナヤ通り、 ストロイツェ駅                                    |
| 20       | -                                                         | トロイチカヤ通り                                                     |
| 22       | -                                                         | ピロゴフスキー                                                       |
| 23       | -                                                         | ピロゴフスキー - マンユヒノ - ペストヴォ                             |
| 24       | タイニンスカヤ駅、ペルロフスカヤ駅、 ドルゴプルードナヤ駅 | ドルゴプルードナヤ駅                                                 |
| 25       | タイニンスカヤ駅、ペルロフスカヤ駅、 ロブニャ駅           | ロブニャ駅                                                           |
| 26       | -                                                         | ピロゴフスキー - チヴェリョーヴォ                                    |
| 27       | タイニンスカヤ駅、ペルロフスカヤ駅、ストロイツェ駅        | ストレルコヴァヤ通り、クレストヤンスカヤ第3通り                      |
| 31       | -                                                         | ピロゴフスキー - ポヴェードニキ - マルフィノ                         |
| 34       | -                                                         | ズドラフニツァ                                                       |
| 77       | -                                                         | レオニードフカ小地区、ТЦ6月                                          |
| 177      | メドヴェトコヴォ駅                                        | コルパコヴァ - ヴォルコフスコエ・クラードビシェ - メドヴェトコヴォ駅 |
| 314      | メドヴェトコヴォ駅                                        | ピロゴフスキー - メドヴェトコヴォ駅                                  |
| 419      | メドヴェトコヴォ駅                                        | メドヴェトコヴォ駅                                                   |
| б/н      | -                                                         | オーシャン                                                           |
| б/н      | -                                                         | グローバス                                                           |

駅東側
| 系統番号 | 途中経由する鉄道駅                      | 行き先                                              |
| -------- | --------------------------------------- | --------------------------------------------------- |
| 5        | -                                       | レオニードフカ小地区                                |
| 21       | -                                       | アカデミカ・カルギナ通り                            |
| 28       | ポドリプキ・ダチニエ駅、 ボルシェヴォ駅 | コロリョフ（スタールニグラードスコイ・ビトヴィ通り) |
| 578)     | ロストキノ駅、 ヴェデンハ駅             | ヴェデンハ駅（北ロビー）                            |

## 隣の駅
ロシア鉄道
ヤロスラヴリ近郊鉄道
РЭКСエクスプレス（プーシキノ方面）
ロシノオストロフスカヤ駅 - ムィティシ駅 - プーシキノ駅
РЭКСエクスプレス（モニノ方面）
ロシノオストロフスカヤ駅 - ムィティシ駅 - ポドリプキ・ダチニエ駅
エレクトリーチカ各駅停車（プーシキノ、バラキレヴォ方面）
タイニンスカヤ駅 - ムィティシ駅 - ストロイツェ駅
エレクトリーチカ各駅停車（モニノ、フリヤーズェヴォ方面）
タイニンスカヤ駅 - ムィティシ駅 - ポドリプキ・ダチニエ駅